# Meir ben Ezekiel ibn Gabbai
Meir ben Ezekiel ibn Gabbai (hébreu : מאיר בן יחזקאל אבן גבאי) est un kabaliste, né en Espagne en 1480, mort en 1540.

## Biographie
On connaît peu de choses sur la vie de Meir ben Ezechiel ibn Gabbai. 
Comme tous les Juifs du pays, il est expulsé d'Espagne en 1492. Il s'établit plus tard en Turquie, et meurt en 1540, sans doute en Terre sainte.
Il s'est plaint dans sa vingt-septième année de devoir travailler dur pour subvenir à ses besoins et à ceux de sa famille
Son fils, Ḥayyim ben Meir Gabbai, fut également un kabbaliste.

## Enseignement
Réputé pour sa maîtrise approfondie de la tradition kabbalistique, il peut être considéré comme un précurseur de Moïse Cordovero et d'Isaac Louria. Son œuvre, rédigée entre 1507 et 1539, illustre l'esprit de réforme de la première moitié du XVIe siècle, visant à « revivifier la pratique religieuse commune à tous les fidèles ».

## Œuvres

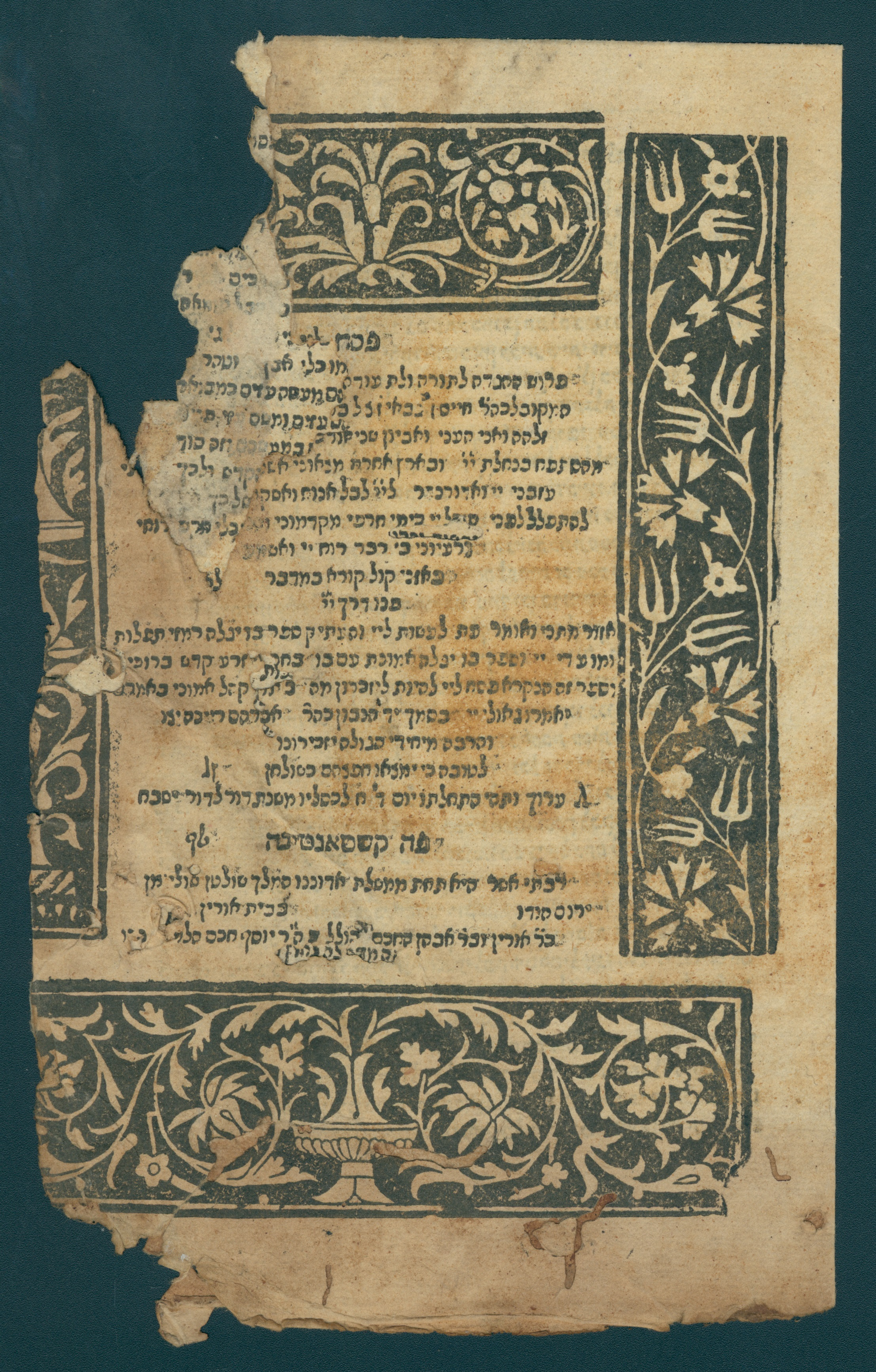
Page de couverture de Pessah Ladonai, de Ḥayyim ben Meir Gabbai (Constantinople, 1560)

Son premier ouvrage, Tola'at Ya'aḳob (« Vermisseau de Jacob » en hébreu), achevé en 1507, est un commentaire sur le rituel de la prière.
En 1539, il compose Derek Emunah (« Chemin de la foi »), qui est un commentaire de Shaar ha-Shoel (« Le Portique du questionneur ») d'Azriel de Gérone, à l'adresse de son disciple Joseph Levi ben Isaac qui l'avait interrogé sur la doctrine des Sefirot,.
Mais son opus magnum est Avodat HaKodesh, qui « fournit la synthèse la plus réussie des enseignements de la kabbale hispanique avant l'éclosion du centre de Safed ». Achevée en décembre 1530 après huit années de travail, l'œuvre expose sa vision de la kabbale, commentant en profondeur celle de Maïmonide pour mieux la réfuter,.
Les ouvrages de Meir ben Ezekiel ibn Gabbai sont cités par des kabbalistes du siècle suivant, tels Maharal de Prague ou Isaïe Horowitz.